# Хаузен им Визентал
Хаузен им Визентал (њем. Hausen im Wiesental) општина је у њемачкој савезној држави Баден-Виртемберг. Једно је од 35 општинских средишта округа Лерах. Према процјени из 2010. у општини је живјело 2.357 становника. Посједује регионалну шифру (AGS) 8336036.

## Географски и демографски подаци
Хаузен им Визентал се налази у савезној држави Баден-Виртемберг у округу Лерах. Општина се налази на надморској висини од 404 метра. Површина општине износи 5,1 km². У самом мјесту је, према процјени из 2010. године, живјело 2.357 становника. Просјечна густина становништва износи 459 становника/km².

## Међународна сарадња
| Мјесто | Држава     | Врста сарадње | Од    |
| ------ | ---------- | ------------- | ----- |
| Хаузен | Швајцарска | контакт       | 1969. |
| Извор  |            |               |       |